# Jazmín Beirak
Jazmín Beirak Ulanosky (Madrid, 2 de diciembre de 1978) es una política, historiadora del arte e investigadora en políticas culturales española, que desde marzo de 2024 ejerce como directora general de Derechos Culturales en el Ministerio de Cultura. Asimismo, ha sido diputada en la Asamblea de Madrid entre 2015 y 2024.

## Biografía
Nacida en Madrid el 2 de diciembre de 1978, hija de exiliados argentinos, se licenció en historia y en teoría del Arte. Trabajó como investigadora en la Biblioteca Nacional de España. Participante en el Círculo de Cultura de Podemos, entró como diputada de la décima legislatura de la Asamblea de Madrid después de las elecciones autonómicas de mayo de 2015, a las cuales se presentó dentro de la lista de Podemos. Ejerció como portavoz de Cultura del grupo parlamentario de Podemos Comunidad de Madrid en el parlamento regional.
Beirak se presentó a las primarias de Más Madrid de cara a las elecciones a la Asamblea de Madrid de 2019 dentro de la lista de Íñigo Errejón. Incluida en el número 12 de la lista de Más Madrid encabezada por Errejón, renovó su escaño como diputada y portavoz de Cultura de Cultura.
En las elecciones del 4 de mayo de 2021, formó de nuevo parte de la lista electoral del partido Más Madrid, liderado por Mónica García. Tras la cita electoral vuelve a salir elegida como diputada para la XII legislatura y revalida su papel como portavoz de Cultura del partido en la región de Madrid.
En 2022, publicó el ensayo Cultura Ingobernable, donde recoge conclusiones y propuestas para el ámbito cultural público.
En marzo de 2024 fue nombrada directora general de Derechos Culturales en el Ministerio de Cultura.

## Obra
- 2022 – Cultura ingobernable. De la cultura como escenario de radicalización democrática y de las políticas que lo fomentan. Editorial Ariel. ISBN 978-84-344-3573-5.[12]